# Edward H. Moren
Edward Hawthorne Moren (25 de diciembre de 1825, Dinwiddie County, Virginia – 19 de marzo de 1886, Centerville, Alabama) fue el segundo vicegobernador del estado de Alabama, sucediendo a Andrew J. Applegate.

## Biografía
Moren creció en Virginia. Su padre, Daniel Moren, también se dedicó a la política y estuvo en el senado de Virginia durante varios mandatos. En un primer momento Edward Moren estudió medicina en Nueva York y trabajó para el Ejército de los Estados Unidos en calidad de médico durante la Intervención estadounidense en México. En el año 1848 dejó el ejército para ejercer la medicina en Bibb County, Alabama. El 5 de julio de 1860 se casó con Mary Franes en Centerville. Algunos de sus antepasados fueron políticos también. 
En 1861 inició su carrera política al ser nombrado representante del Condado de Perry y del Condado de Bibb en el senado de Alabama. Durante su mandato trabajó en el comité fiscal y de imposición, aparte de lo cual presidió ambos comités. Cuando empezó la guerra civil estadounidense volvió al ejército y permaneció en él hasta el fin de la guerra en el año 1865, después de lo cual dirigió un hospital en Greenville. 
En 1870 Moren estuvo en la universidad de Alabama. En el mismo año alcanzó el cargo de vicegobernador del estado de Alabama, lo que supuso la culminación de su carrera política. Ostentó el cargo durante dos años.